# Samira Azzam
Samira Azzam (en árabe: سميرة عزام‎) fue una escritora y periodista palestina nacida en septiembre de 1927 en la ciudad de Acre, Palestina, conocida como la pionera del relato corto en su país. Azzam cursó la educación primaria en la escuela pública de Acre y después en una escuela de monjas de Gaza. Cuando terminó sus estudios, se dedicó a la enseñanza en una escuela católica entre los años 1943 y 1945.
Azzam estudió inglés hasta dominarlo y continuó sus estudios a distancia. Más tarde, se convirtió en la directora de la escuela donde trabajaba. Emigró al Líbano junto con su familia durante un breve período de tiempo después de la Nakba en 1948. Después, viajó a Irak y estuvo trabajando durante dos años como maestra en una escuela para niñas de la ciudad de Hilla, antes de volver al Líbano y empezar a escribir para algunas revistas.
En 1957, Azzam se casó con el escritor Youssef al-Hassan en Beirut y ambos volvieron a Bagdad. Firmó con Radio Bagdad y Kuwait y ocupó el cargo de supervisora de programas literarios desde el año 1957 hasta el 1959.
También coeditó el diario “Al Shaab” con Badr Shakir al-Sayyab.
En 1959 Azzam y su marido fueron deportados al Líbano, donde empezó a trabajar por una empresa de traducción y publicación y tradujo una larga lista de obras literarias del inglés.

## Primeros años de vida
Samira Azzam nació en una familia cristiana ortodoxa en Acre, Palestina. Fue a la escuela primaria en Acre y a la escuela secundaria "Takmilyet Al-Rahibat" de Haifa, antes de empezar a trabajar como maestra a los 16 años. Durante ese tiempo, empezó a escribir artículos para un periódico palestino bajo el seudónimo de “Chica de la costa”. En 1948, Azzam y su familia emigraron hacia el Líbano a causa del éxodo de los palestinos.
Después de dos años en el Líbano, dejó a su familia para trabajar como directora de una escuela para niñas en Irak. Allí, empezó su carrera como locutora de radio en la compañía de radiodifusión de Asia Oriental. Primero, escribió para el programa “El rincón de las mujeres”, antes de que la emisora la trasladara a Beirut, donde presentó el programa “Con la mañana”. Su voz se volvió familiar para muchos árabes, lo que hizo que su escritura tomara más fuerza.
El 24 de diciembre de 1959, Samira Azzam se casó con el escritor Youssef al-Hassan y regresaron a Irak durante un corto período de tiempo. Sin embargo, poco después tuvieron que marcharse porque, tras la caída de la monarquía, la nueva república acusó Azzam de emitir programas de radio hostiles al nuevo régimen. A su regreso a Beirut empezó a escribir para varias publicaciones para mujeres y también tradujo clásicos del inglés al árabe. Además, durante los años sesenta fue políticamente muy activa. El 8 de agosto de 1967, Samira Azzam murió a causa de un ataque al corazón.